# حسابات ميزان المدفوعات في اليابان (1960-1990)
واجهت اليابان عادةً عجزًا في الخدمات في حسابات ميزان المدفوعات. وتشمل التجارة في الخدمات النقل (رسوم الشحن والسفر) والتأمين ونفقات السفر وعوائد الملكية الفكرية ورسوم التراخيص والدخل من الاستثمارات. وارتفع العجز في الخدمات بشكل ثابت من 99 مليون دولار أمريكي في عام 1960 إلى ما يقرب من 1.8 مليار دولار في 1970 وما يزيد عن 11.3 مليار دولار في 1980؛ ويمكن عزو هذا العجز إلى زيادة مدفوعات الملكية الفكرية والتراخيص الناجمة عن اقتناء اليابان للتكنولوجيا من دول صناعية أخرى وإلى زيادة العجوزات في خدمات النقل والتأمين التجارية. وزاد عجز النقل بعد فترة الستينيات في القرن العشرين؛ حيث جعلت تكاليف العمالة المتصاعدة بسرعة السفن اليابانية أقل تنافسية؛ مما تسبب في زيادة استخدام الناقلات الأجنبية (من بينها العديد من السفن التي ترفع علم المواءمة والتي تمتلكها في الحقيقة جهات ذات مصالح يابانية).
مع أن الاستثمارات الخارجية المتزايدة بسرعة لم تبدأ إلا في أواخر السبعينيات، فإنها بدأت تحقق زيادة في تدفق الدخل من الاستثمارات. وتمثل الاستثمارات نفسها جزءًا من تدفقات رؤوس الأموال في ميزان المدفوعات، ولكن إعادة أرباح هذه الاستثمارات يشكل جزءًا من حساب الخدمات. ومن فائض صغير بلغ 900 مليون دولار في عام 1978، ارتفع ميزان الدخل من الاستثمارات (الأرباح من الخارج مطروحًا منها أرباح الأجانب في اليابان) إلى 21 مليار دولار بحلول عام 1988. ولم يماثل النمو الهائل للاستثمارات اليابانية في الخارج أي نمو للاستثمارات الأجنبية في اليابان.
وبالرغم من النمو المتسارع في الفائض الياباني الناتج عن الدخل من الاستثمار، فقد ظل إجمالي حساب الخدمات يعاني من عجز في فترة الثمانينيات. وشكل تعويض الفوائض المتصاعدة في الدخل من الاستثمار قفزة هائلة في العجز الناتج عن سفر المواطنين اليابانيين والمشتريات الخارجية أثناء وجودهم في الخارج. وتراجع صافي ميزان نقل المسافرين من صافي عجز بلغ 1.3 مليار دولار في عام 1985 إلى 3.7 مليارات دولار في 1988، وزادت مشتريات الأفراد من السلع والخدمات أثناء وجودهم في الخارج من 3.7 مليارات دولار إلى 15.8 مليار دولار على مدى نفس الفترة القصيرة. وحدث هذا الانفجار في ميزان السفر والإنفاق الخارجي نتيجة الحركة في سعر الصرف التي جعلت السفر إلى الخارج أكثر جذبًا لليابانيين. بالإضافة إلى أنه عكس تزايد إدراك المستهلكين اليابانيين أن أسعار مجموعة كبيرة من المنتجات المصنعة أقل بشكل كبير في الخارج عن أسعاره في اليابان، وهو ما حفزهم على شراء هذه المنتجات أثناء وجودهم في الخارج. وبنهاية العقد، اقترب عدد اليابانيين الذين يقومون برحلات إلى الخارج من 10 ملايين ياباني سنويًا.
تندرج معاملة غير تجارية أخرى تحت صافي تحويلات ميزان الحساب الجاري. وتمثل تدفق المساعدة الأجنبية من اليابان. وكلما قدمت اليابان المزيد من المساعدات الأجنبية، ارتفع العجز في هذا الحساب من 1.5 مليار دولار في عام 1980 إلى 5.4 ملايين دولار في عام 1990 وبلغ أكثر من الضعف في عام 1991؛ حيث وصل 17.6 مليار دولار.
يعطي ميزان الحساب الجاري إضافة صافي صادرات الخدمات وصافي التحويلات إلى الميزان التجاري مع الواردات المحتسبة بالتسليم على ظهر السفينة (f.o.b.)، بدلاً من احتساب الجمارك والتأمين والشحن (c.i.f.). وقد عكست الحركات التي شهدها ميزان الحساب الجاري لليابان بشكل عام تلك الحركات الخاصة بالميزان التجاري للبضائع الذي تناولناه سابقًا، بالرغم من أن العجوزات في الخدمات وصافي التحويلات عوض الفوائض إلى حدٍ ما. وبدأت اليابان تحقيق فوائض في الحساب الجاري في عام 1965، والذي استمر في الارتفاع لاحقًا، بالرغم من مقاطعة هذه الفوائض العجوزات قصيرة المدى التي تلت الزيادتين في أسعار النفط في عامي 1973 و1979 (انظر حظر النفط 1973 وأزمة الطاقة 1979).
في فترة الثمانينيات، انطلق ميزان الحساب الجاري لليابان من تسجيل عجز بلغ 10.7 مليارات دولار في 1980 إلى تسجيل فائض بلغ 87 مليار دولار في 1987 قبل الهبوط إلى 57 مليار دولار في 1989. وكحصة في إجمالي الناتج القومي، وصل هذا الفائض إلى قمته ببلوغ 4.4 في المئة في عام 1985، وهي قيمة كبيرة لفائض الحساب الجاري. وكان ارتفاع سعر الين مقابل الدولار الأمريكي والعملات الأخرى، بدايةً من عام 1985، بطيئًا ليشكل أي تأثير على القيمة الدولارية لفائض الحساب الجاري، بالرغم من هبوطه إلى 8 مليارات دولار في عام 1988.